# 大卫·凯奇
大卫·凯奇（法語：David Cage，原名，1969年6月9日—）是一名法国音乐家和电子游戏设计师。

## 生平
凯奇是电玩厂商Quantic Dream的主管。他既是公司的創辦人、CEO、监制，还是首席遊戲設計師及編劇。
作为一名专业音乐家，他1993年创立了Totem Interactive公司，经营音乐制品。他为许多电视剧、电影和游戏创作了配乐。他早期的作品包括为《Cheese Cat-Astrophe starring Speedy Gonzales》 (1995)、《Timecop》 (1995)、和《Hardline》 (1997)等电玩所作的配乐。
1997年他创立了Quantic Dream，并担任了该厂目前开发的全部五款游戏《惡靈都市》、《靛青预言》、《暴雨》、《超能殺機：兩個靈魂》和《底特律：成为人类》的设计师和监督。